# Canberra International Airport
Canberra International Airport är en flygplats i Australien. Den ligger i territoriet Australian Capital Territory, i den sydöstra delen av landet, nära huvudstaden Canberra.
Runt Canberra International Airport är det ganska tätbefolkat, med 80 invånare per kvadratkilometer.. Närmaste större samhälle är Canberra, nära Canberra International Airport. 
Runt Canberra International Airport är det i huvudsak tätbebyggt. Genomsnittlig årsnederbörd är 990 millimeter. Den regnigaste månaden är februari, med i genomsnitt 169 mm nederbörd, och den torraste är maj, med 39 mm nederbörd.